# U-1055
| U-1055                     | U-1055                                                         | U-1055                                                         |
| -------------------------- | -------------------------------------------------------------- | -------------------------------------------------------------- |
|                            |                                                                |                                                                |
|                            |                                                                |                                                                |
|                            |                                                                |                                                                |
| Під прапором               | Третій рейх                                                    | Третій рейх                                                    |
| Спуск на воду              | 9 березня 1944 року                                            | 9 березня 1944 року                                            |
| Виведений зі складу флоту  | 23 квітня 1945 року                                            | 23 квітня 1945 року                                            |
| Сучасний статус            | затоплений                                                     | затоплений                                                     |
| Проєкт                     |                                                                |                                                                |
| Тип ПЧ                     | Торпедний ДПЧ                                                  | Торпедний ДПЧ                                                  |
| Основні характеристики     |                                                                |                                                                |
| Швидкість (надводна)       | 17,7 вузла                                                     | 17,7 вузла                                                     |
| Швидкість (підводна)       | 7,6 вузла                                                      | 7,6 вузла                                                      |
| Робоча глибина занурення   | 100 м                                                          | 100 м                                                          |
| Гранична глибина занурення | 220 м                                                          | 220 м                                                          |
| Екіпаж                     | 44 особи                                                       | 44 особи                                                       |
| Розміри                    |                                                                |                                                                |
| Довжина найбільша (по КВЛ) | 67,1 м                                                         | 67,1 м                                                         |
| Ширина корпусу найб.       | 6,2 м                                                          | 6,2 м                                                          |
| Висота                     | 9,6 м                                                          | 9,6 м                                                          |
| Середня осадка (по КВЛ)    | 4,70 м                                                         | 4,70 м                                                         |
| Водотоннажність надводна   | 769 т                                                          | 769 т                                                          |
| Озброєння                  |                                                                |                                                                |
| Артилерія                  | одна палубна гармата калібру 88-мм, одна 20-мм зенітна гармата | одна палубна гармата калібру 88-мм, одна 20-мм зенітна гармата |
| Торпедно- мінне озброєння  | 4 носових і один кормовий ТА. 14 торпед або 26 мін             | 4 носових і один кормовий ТА. 14 торпед або 26 мін             |

U-1055 — німецький підводний човен типу VIIC, часів Другої світової війни.
Замовлення на будівництво човна було віддане 5 червня 1941 року. Човен був закладений на верфі суднобудівної компанії «F. Krupp Germaniawerft AG» у місті Кіль 30 березня 1943 року під заводським номером 689, спущений на воду 9 березня 1944 року, 8 квітня 1944 року увійшов до складу 5-ї флотилії. Також за час служби входив до складу 11-ї флотилії. Єдиним командиром підводного човна був оберлейтенант Рудольф Меєр
Човен зробив 2 бойових походи, в яких потопив 4 судна (загальна водотоннажність 19 413 брт).
Зник безвісти після 23 квітня 1945 року в Північній Атлантиці або Англійському каналі. Всі 49 членів екіпажу вважаються зниклими безвісти.

## Потоплені та пошкоджені кораблі[3]
| Назва          | Тип                | Належність      | Дата          | Тоннаж (БРТ) | Вантаж                     | Статус    | Місце                                                     |
| Jonas Lie      | суховантажне судно | США             | 9 січня 1945  | 7 198        | Баласт                     | потоплено | 51°45′ пн. ш. 5°27′ зх. д. / 51.750° пн. ш. 5.450° зх. д. |
| Roanoke        | суховантажне судно | США             | 11 січня 1945 | 2 606        | Баласт                     | потоплено | 53°19′ пн. ш. 4°48′ зх. д. / 53.317° пн. ш. 4.800° зх. д. |
| Normandy Coast | суховантажне судно | Велика Британія | 11 січня 1945 | 1 428        | 266 т сталевих плит        | потоплено | 53°19′ пн. ш. 4°48′ зх. д. / 53.317° пн. ш. 4.800° зх. д. |
| Maja           | танкер             | Велика Британія | 15 січня 1945 | 8 181        | 10 680 т газойлю та спирту | потоплено | 53°40′ пн. ш. 5°14′ зх. д. / 53.667° пн. ш. 5.233° зх. д. |